# Jean-Paul Vonderburg
Jean-Paul Vonderburg (Suècia, 31 de juliol de 1964) és un futbolista suec retirat que disputà quatre partits amb la selecció de Suècia.